# Ketah
Ketah is een bestuurslaag in het regentschap Situbondo van de provincie Oost-Java, Indonesië. Ketah telt 4295 inwoners (volkstelling 2010).